# Richard Oswald Karl Kräusel
 (février 2019).
Si vous disposez d'ouvrages ou d'articles de référence ou si vous connaissez des sites web de qualité traitant du thème abordé ici, merci de compléter l'article en donnant les références utiles à sa vérifiabilité et en les liant à la section « Notes et références ».
Richard Oswald Karl Kräusel est un botaniste allemand, né le 29 août 1890 à Breslau et mort le 25 novembre 1966.

## Biographie
Il est le fils de Carl Friedrich Wilhelm Kräusel et de Katharina née Barthl. Il obtient un doctorat de philosophie à l’université de Breslau en 1913. Il se marie le 3 juin 1915 avec Johanna Mathilde Luise Wellenstein dont il aura trois enfants. Il est professeur à l’|École supérieure Goethe de Francfort-sur-le-Main de 1920 à 1921, puis à la faculté de la ville à partir de 1921 et enseigne la paléobotanique à partir de 1928. De 1938 à 1946, il conservateur du département de paléobotanique à l’Institut de recherche Senckenberg. Il obtient un doctorat honoris causa en 1963 à l’université de Durham.
Il est notamment l’auteur de Paläobotanische Untersuchungsmethoden (1928), Versunkene Floren (1950), il participe à Mitteleuropäische Planzenwelt (1956-1960) d’Hermann Merxmüller (1920-1988), ainsi que de nombreux articles sur les plantes fossiles notamment les flores du tertiaire et du mésozoïque.